# Gradske priče
Gradske priče treći je studijski album Parnog valjka objavljen 1979. u izdanju CBS/Suzy. Ovaj album doživio je i englesku inačicu koja se zvala City Kids. Na njemu nalazi prvi pravi hit sastava, pjesma "Stranica dnevnika", kako je to jednom rekao Hus. Autor svih pjesama je Husein Hasanefendić, osim pjesme "Jablane!" čiji je autor Branimir Štulić (budući frontman sastava Azra)/Parni valjak.

## Popis pjesama
1. "700 milja (od kuće)" (4:07)
2. "Klinka" (4:27)
3. "Moja bolja polovica" (3:20)
4. "Vruće usne" (3:21)
5. "Ulične tuče" (1:57)
6. "Stranica dnevnika" (4:45)
7. "Oaza" (4:04)
8. "Hrast" (3:10)
9. "Jablane!" (2:14)
10. "Jednu kartu za natrag" (3:39)

## Izvođači
- vokal, klavir - Aki Rahimovski
- bubnjevi, vokal - Ivan Stančić - Piko
- gitara, vokal - Husein Hasanefendić - Hus
- gitara, vokal - Zoran Cvetković - Zok
- bas - Zlatko Miksić – Fuma

## Vanjske poveznice
- Album na službenoj stranici sastava
- Album na stranici discogs.com